# Старая Потьма (Зубово-Полянский район)
Старая Потьма — село в Зубово-Полянском районе Мордовии России. Входит в состав Новопотьминского сельского поселения.

## История
В «Списке населённых мест Тамбовской губернии за 1866» Старая Потьма казенная деревня из 108 дворов Спасского уезда.

## Население
| 2002 | 2010 |
| ---- | ---- |
| 315  | ↘296 |

Национальный состав
Согласно результатам Всероссийской переписи населения 2002 года, в национальной структуре населения мордва-мокша составляли 96 %.